# Pleuroflammula
Pleuroflammula är ett släkte av svampar. Enligt Catalogue of Life ingår Pleuroflammula i familjen Inocybaceae, ordningen Agaricales, klassen Agaricomycetes, divisionen basidiesvampar och riket svampar, men enligt Dyntaxa är tillhörigheten istället familjen Crepidotaceae, ordningen Agaricales, klassen Agaricomycetes, divisionen basidiesvampar och riket svampar.
|                | Phaeosolenia |
|                | |
|                | Phaeomarasmius |
|                | |
|                | Inocybe |
|                | |
|                | Flammulaster |
|                | |
|                | Tubaria |
|                | |
|                | Crepidotus |
|                | |
| Pleuroflammula | \| \| Pleuroflammula dussii \| \| \| \| \| \| Pleuroflammula praestans \| \| \| \| \| \| Pleuroflammula ragazziana \| \| \| \| |
|                | \| \| Pleuroflammula dussii \| \| \| \| \| \| Pleuroflammula praestans \| \| \| \| \| \| Pleuroflammula ragazziana \| \| \| \| |
|                | Astrosporina |
|                | |
|                | Pleurotellus |
|                | |
|                | Simocybe |
|                | |
|                | Auritella |
|                | |
|                | Phaeomyces |
|                | |
|                | Pellidiscus |
|                | |
|                | Episphaeria |
|                | |
|                | Chromocyphella |
|                | |
|                | Pleuroflammula dussii |
|                | |
|                | Pleuroflammula praestans |
|                | |
|                | Pleuroflammula ragazziana |
|                | |

|  | Pleuroflammula dussii     |
|  |                           |
|  | Pleuroflammula praestans  |
|  |                           |
|  | Pleuroflammula ragazziana |
|  |                           |